# La Véritable Histoire de d'Artagnan
Pour plus de détails, voir Fiche technique et Distribution.
La Véritable Histoire de d’Artagnan est un documentaire réalisé par Augustin Viatte, sorti en 2020

## Résumé
Qui ne connaît pas d'Artagnan ! Fringuant mousquetaire d’Alexandre Dumas (1802-1870), c’est le personnage le plus allégorique de la littérature française. C’est le Gascon le plus célèbre au monde, celui qui a acquis une renommée inégalable, grâce à l’énorme succès du roman Les Trois mousquetaires paru en 1844 et traduit en une centaine de langues. Mais peu de gens savent qu'il a réellement existé. Derrière le héros de légende se cache un homme, véritable d’Artagnan dont l’histoire est encore plus fascinante que celle de son double fictif.

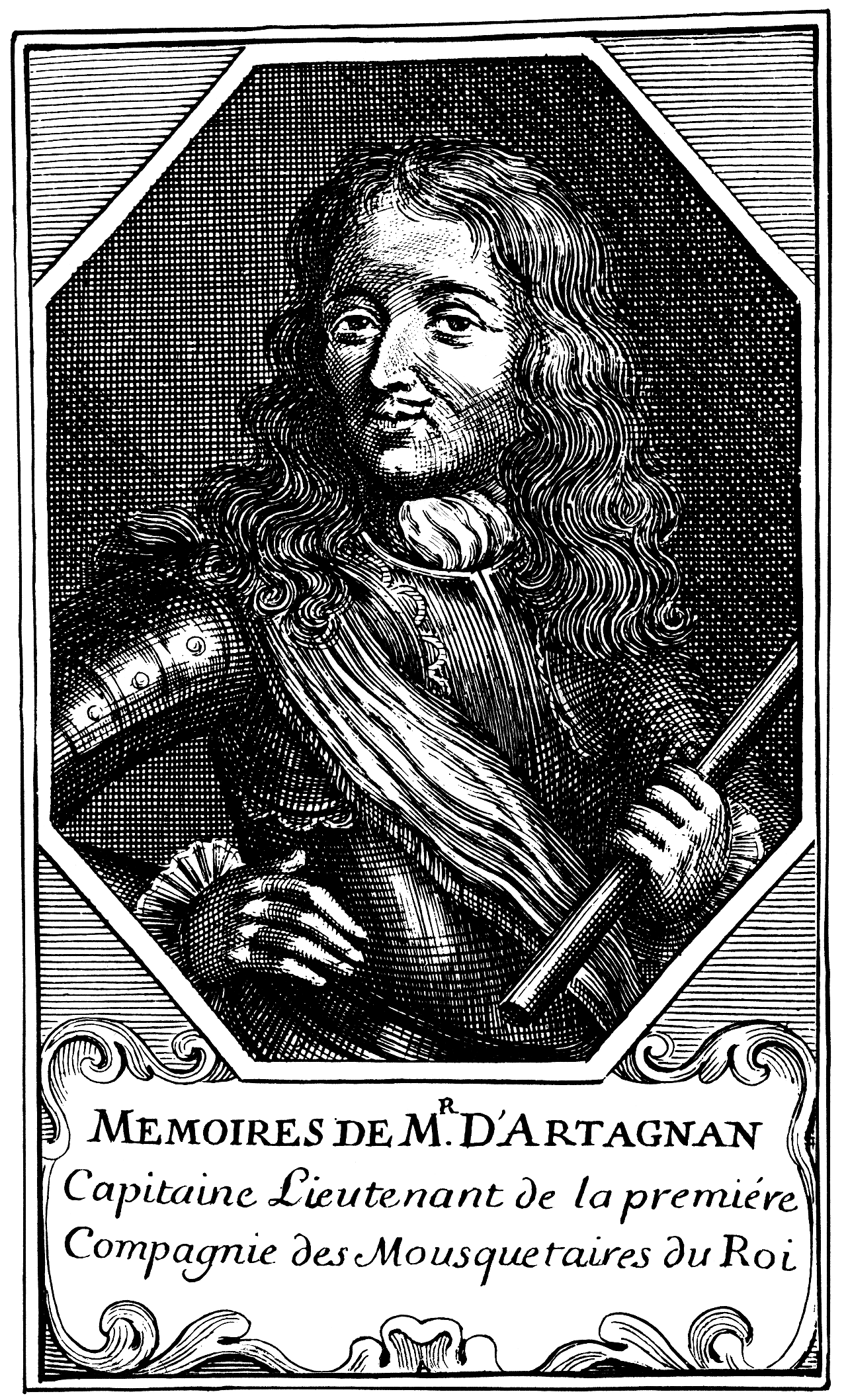
Probable portrait de d'Artagan.

Du véritable d'Artagnan, on sait peu de choses. Il n’existe de lui qu'un simple portrait à l’authenticité pas garantie. Celui qui a pu peut-être le connaître, pendant un de ses séjours à la Bastille, c’est Gatien de Courtilz de Sandras. À partir de notes éparses vraisemblablement laissées par d'Artagnan, Courtilz a tiré un récit où le vrai se mêle au faux, attribuable au genre romanesque des pseudo-mémoires : ce sont les Mémoires de M. d'Artagnan, publiées en 1700 (soit vingt-sept ans après la mort du héros gascon). Ces mémoires, un siècle plus tard, ont inspiré Alexandre Dumas pour Les Trois Mousquetaires et pour Vingt Ans après.
Qui était le vrai d’Artagnan ? Personnage de légende, d’Artagnan n’est pourtant pas un personnage de fiction. L’impétueux et ambitieux Gersois, escrimeur de génie au caractère de cochon, monté à Paris pour échapper à la misère, a bel et bien existé. Né aux alentours de 1615, Charles de Batz de Castelmore, dit d’Artagnan (du nom de sa famille maternelle) connut même une existence au destin extraordinaire, sans repos, durant les grands événements du XVIIe siècle : plongé au cœur des complots de la Fronde, qui menaçaient la royauté, le capitaine-lieutenant devint l'agent secret du cardinal Mazarin et de la Reine mère Anne d’Autriche, puis l'homme de confiance de Louis XIV, pour lequel il arrêta Fouquet et combattit à travers toute l'Europe. Tué en 1673, en défendant la Porte de Tongres à Maastricht, on ignore où précisément il a été enterré et on n’a jamais retrouvé son acte de baptême : un homme de main, un homme de l’ombre.

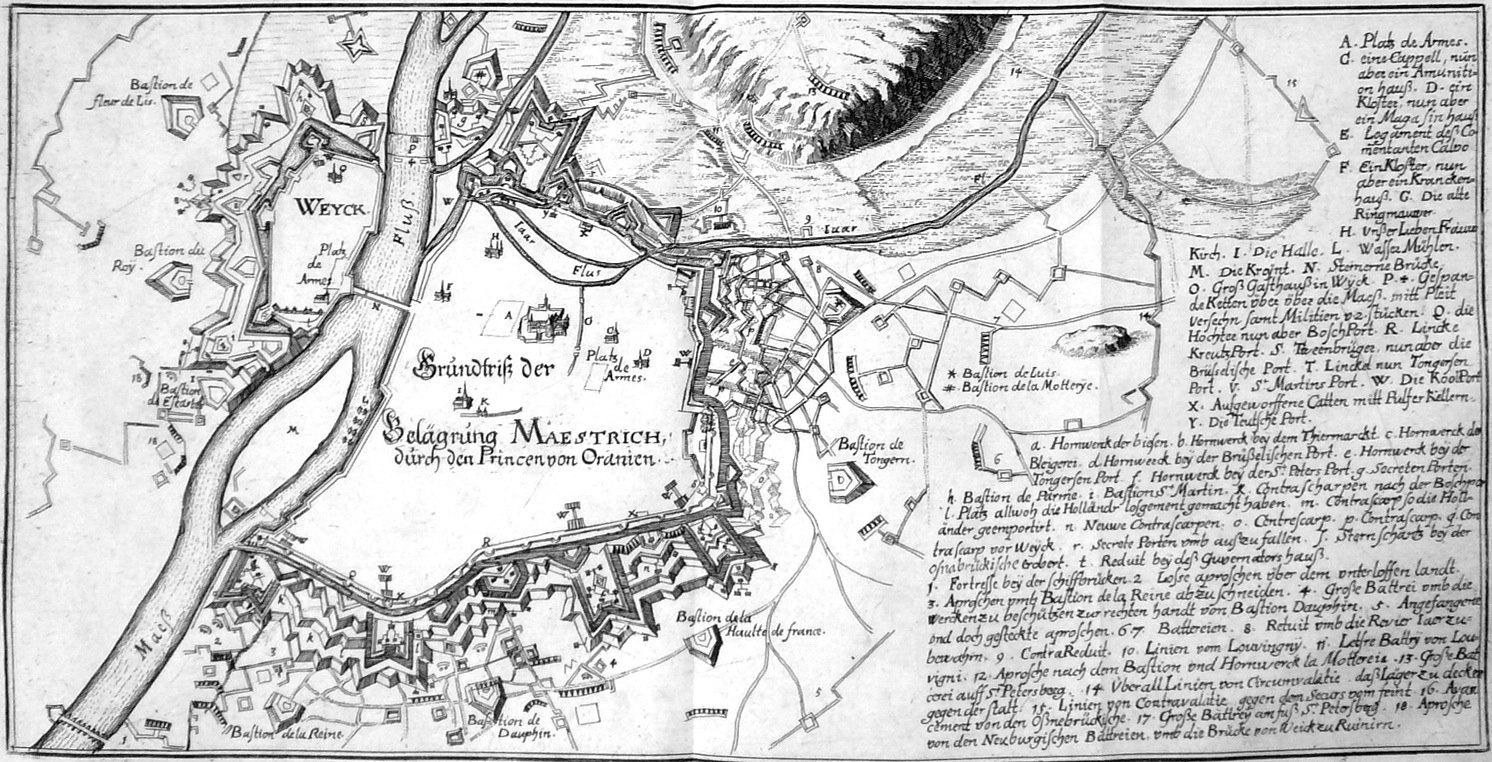
Les fortifications au Siège de Maastricht (1676).

L’enquête palpitante, aux allures de jeu de piste, du documentaire de Viatte révèle l’histoire d’une double métamorphose : celle, à rebours, d’un personnage littéraire devenant sous nos yeux un homme réel au cœur de l’histoire et celle d’un jeune provincial qui connaît une ascension prodigieuse en devenant l’un des favoris du Roi-Soleil.
Entre les faits romancés par le génie de Dumas, puis décuplés par le septième art, et les grandes lignes d’une vie hors du commun, la légende de d’Artagnan s’enrichit d’une densité imprévue. Historiens et biographes (dont Odile Bordaz, Jean-Christian Petitfils et Julien Wilmart) apportent leur expertise et leur sens de l’exactitude, complétant un corpus très fourni d’archives, de témoignages d'époque et d’extraits de films.

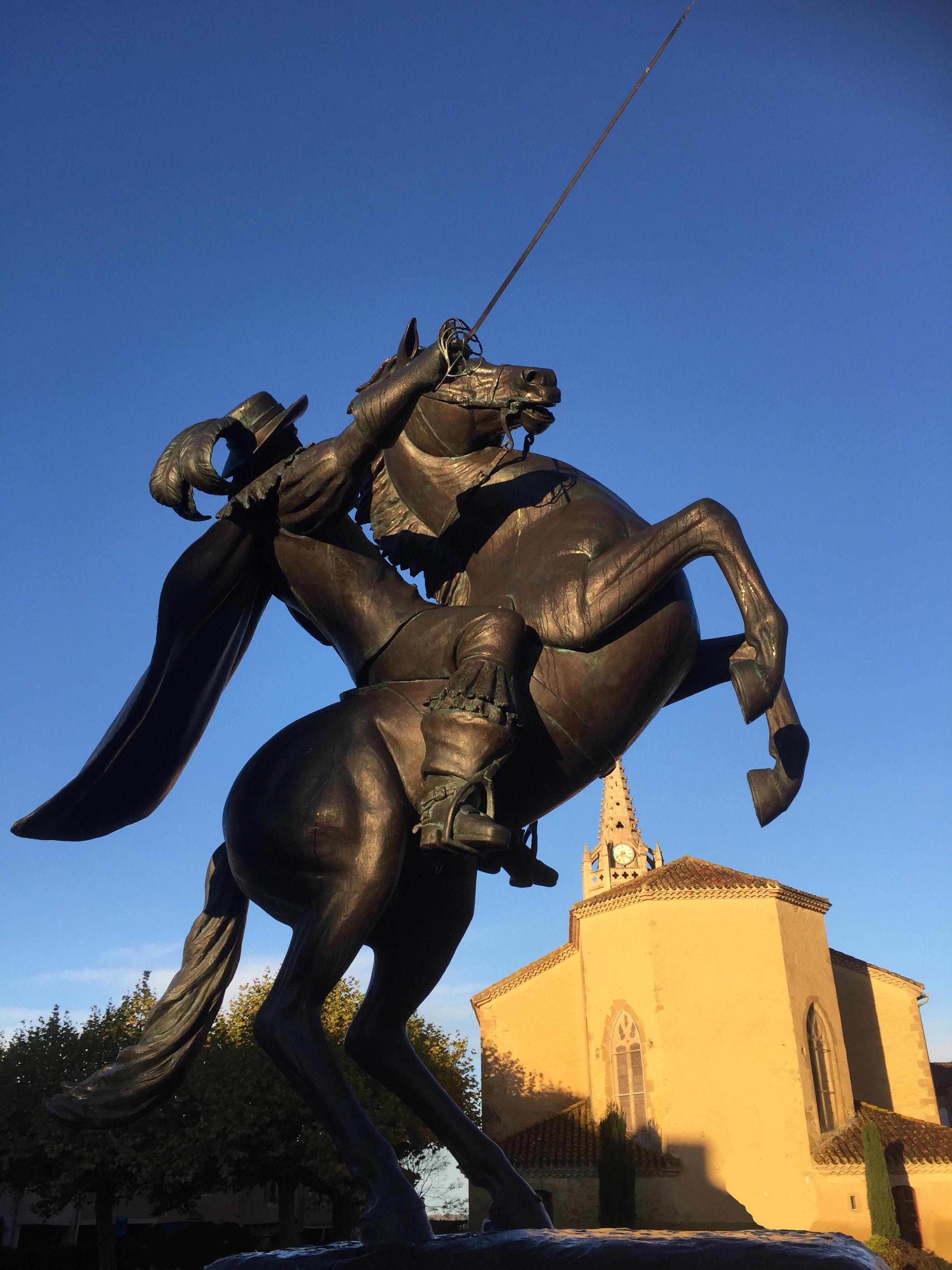
La statue équestre de d’Artagnan à Lupiac.

À l'occasion des 150 ans de la mort d'Alexandre Dumas, le film d’Augustin Viatte se lance sur les traces du cadet de Gascogne et de ses statues, de Condom à Auch, en passant bien évidemment par Lupiac mais aussi par le plus petit village fortifié de France : Larressingle. Croisant scènes de fiction, témoignages de spécialistes, objets d’époque et extraits de films, Viatte confronte fiction et réalité en révélant la vie foisonnante de celui qui fut un héros de l'Histoire avant de devenir un légendaire personnage des films de cape et d'épée. De Douglas Fairbanks à Jean Marais en passant par le bondissant Gene Kelly, d’Artagnan fait partie des héros les plus incarnés au cinéma.

## Fiche technique
- Titre original : La Véritable Histoire de d’Artagnan
- Réalisation : Augustin Viatte
- Assistante réalisateur : Morgane Ciret
- Écrit en collaboration avec Caroline Vermalle et Jean de Garrigues
- Conseillère historique : Odile Bordaz
- Raconté par Benjamin Lavernhe de la Comédie-Française
- Montage : Jean de Garrigues
- Directeur de la photo : Nicolas Le Gal
- Son : Julien Chaumat
- Maquillage : Simine Commien
- Documentaliste : Leïla Hincelin
- Musique originale : Siegfried Canto
- Musique originale : Siegfried Canto
- Maître d’armes : Joël Saint-Mézard
- Maître d’équitation : Romain Grenet
- Producteur : Gedeon Programmes / Arte
- Produit par Corine Janin et Stéphane Millière
- Directrice de production : Séverine Cappa
- Pays d’origine :  France
- Langue originale : français
- Format : Unitaire, 16/9, HD, couleur noir et blanc
- Genre : documentaire
- Durée : 91 minutes
- Date de sortie :  France le 16 juin 2020

## Participants
Par ordre chronologique : 
- Claude Schopp[4], biographe
- Jean-Christian Petitfils[5], historien
- Charles Samaran (1879-1982)[6], archiviste et historien - Images d’archives
- Odile Bordaz[7], conservatrice et historienne
- Julien Wilmart[8], historien
- Olivier Renaudeau[9], conservateur
- Camille Desenclos[10], historienne
- François Royal[11], conservateur
- Wim Dijkman[12], archéologue et conservateur

## Lieux liés à d’Artagnan

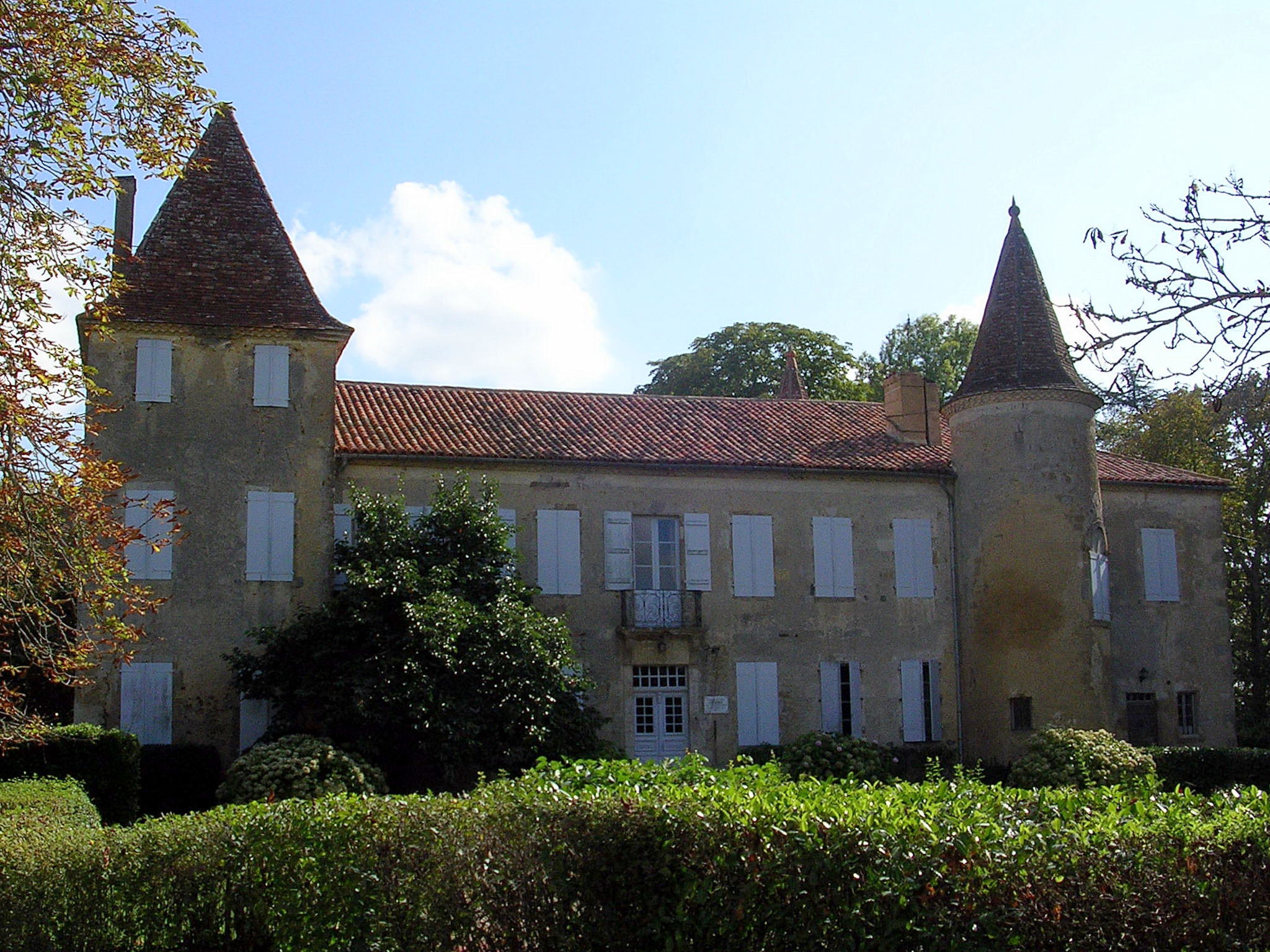
Le château de Castelmore près de Lupiac (Gers).

- Château de Monte-Cristo à Port-Marly (Yvelines), lieu paisible d’écriture de Dumas
- Château de Castelmore  à Lupiac, village natal de d’Artagnan dans le Gers (ancienne province de Gascogne)

À Paris : 
- 33, rue de Tournon s'élevait jusqu’en 1937, l'ancien Hôtel de Tréville.
- 7, rue des Fossoyeurs (actuelle 12, rue Servandoni à Paris) où habita d’Artagnan[13]

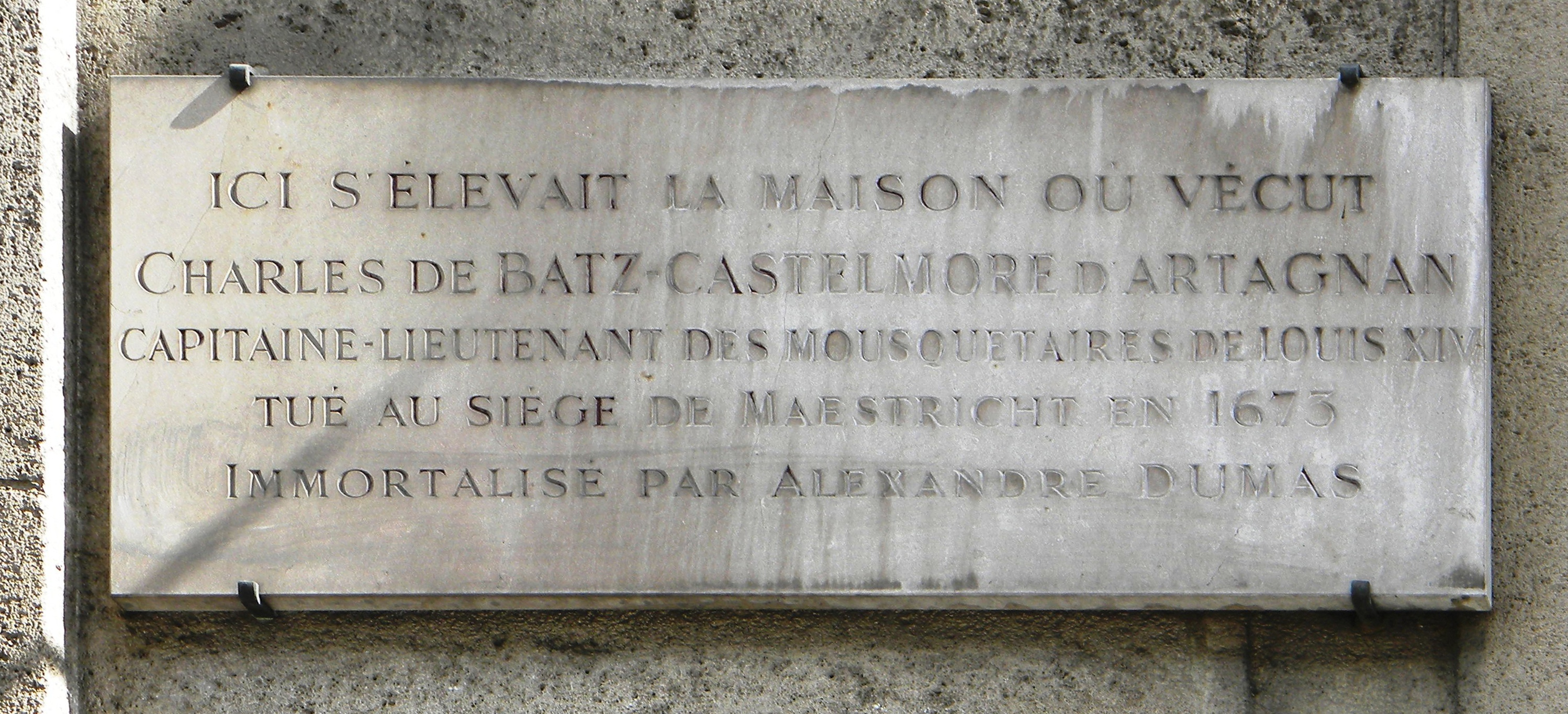
Plaque au n° 1 de la rue du Bac à Paris.

- 1, rue du Bac : à cet emplacement s'élevait l'hôtel particulier de Charles de Batz de Castelmore, comte d'Artagnan. Capitaine lieutenant des mousquetaires de Louis XIV, tué au siège de Maastricht en 1673. Une plaque sur l'immeuble le rappelle.

## Extraits de films
- Les Trois Mousquetaires, film muet américain de Fred Niblo (1921), avec Douglas Fairbanks
- Les Trois Mousquetaires, film américain de George Sidney (1948), avec Gene Kelly
- Les trois Mousquetaires d’André Hunebelle (1953), avec Georges Marchal
- Les Trois Mousquetaires, téléfilm de Claude Barma (1959), avec Jean Paul Belmondo
- Les Trois Mousquetaires de Bernard Borderie (1961), avec Gérard Barray
- Le Masque de fer d’Henri Decoin (1962), avec Jean Marais
- Les Trois Mousquetaires, film anglais de Paul W. S. Anderson (2011), avec Logan Lerman
- Louis, enfant roi de Roger Planchon (1993), concernant le jeune futur Louis XIV
- Le roi danse de Gérard Corbiau (2000), avec Benoît Magimel (Louis XIV)